# Hep G2

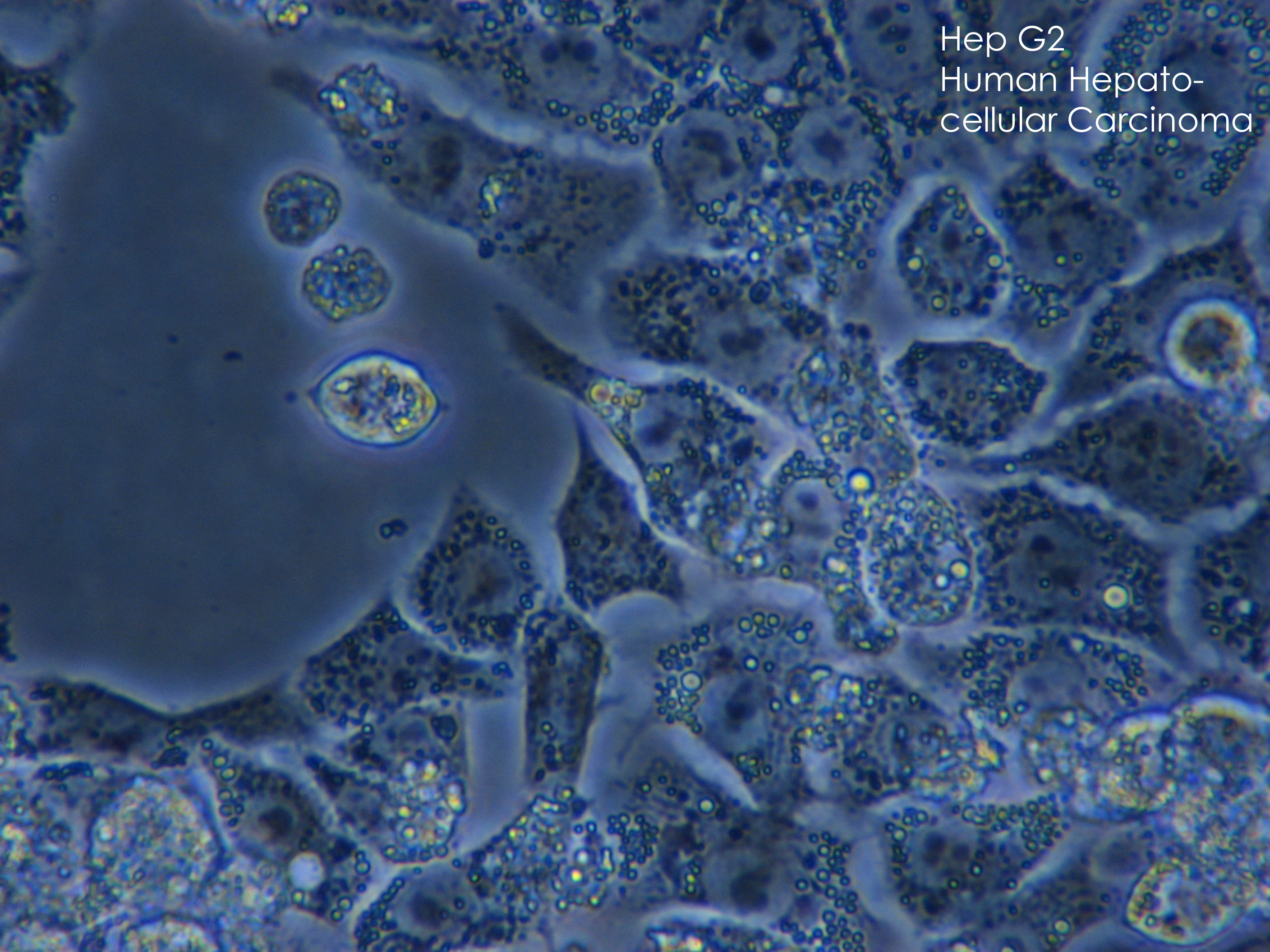
Hep-G2-Zellen

Hep G2 ist eine Zelllinie menschlicher Leberkrebszellen. Die Zelllinie stammt von immortalisierten Zellen ab, die 1975 einem 15 Jahre alten Argentinier mit hepatozellulärem Karzinom entnommen wurden.

## Beschreibung
Diese Zellen haben eine epitheliale Morphologie, eine modale Chromosomenzahl von 55 und sind bei Nacktmäusen nicht tumorerzeugend.
Die Zellen können eine Vielzahl wichtiger Plasmaproteine produzieren, z. B. Albumin und die Acute-Phase-Proteine Fibrinogen, Alpha-2-Makroglobulin, Alpha-1-Antitrypsin, Transferrin und Plasminogen. Oberflächenantigene des Hepatitis-B-Virus wurden nicht nachgewiesen. Hep G2 reagiert auf die Stimulation mit menschlichen Wachstumshormonen.

## Verwendung
Die Zelllinie wird häufig in großskalierten Zellkultur-Systemen kultiviert. Hep-G2-Zellen sind ein geeignetes In-vitro-Modellsystem für die Untersuchung polarisierter menschlicher Hepatozyten. Unter den richtigen Kulturbedingungen zeigen Hep-G2-Zellen eine robuste morphologische und funktionelle Differenzierung mit einer kontrollierbaren Bildung von apikalen und basolateralen Zelloberflächendomänen, die dem Gallengang und dem Sinus ähneln, Domänen jeweils in vivo.
Aufgrund ihres hohen Grades an morphologischer und funktioneller Differenzierung in vitro sind Hep G2-Zellen ein geeignetes Modell, um den intrazellulären Transport und die Dynamik von Gallenkanal-, Sinusmembranproteinen und Lipiden in menschlichen Hepatozyten zu untersuchen. Dies kann für die Untersuchung menschlicher Lebererkrankungen wichtig sein, die durch eine falsche subzelluläre Verteilung von Zelloberflächenproteinen verursacht werden, z. B. hepatokanalikuläre Transportdefekte wie das Dubin-Johnson-Syndrom und die progressive familiäre intrahepatische Cholestase (PFIC bzw. Byler-Syndrom) sowie familiäre Hypercholesterinämie.
Hep-G2-Zellen und ihre Derivate werden auch als Modellsystem für Studien zum Leberstoffwechsel und zur Toxizität von Xenobiotika, zum Nachweis umwelt- und ernährungsbedingter zytotoxischer und genotoxischer (und damit zytoprotektiver, antigenotoxischer und kogenotoxischer) Wirkstoffe verwendet sowie zum Verständnis der Hepatokarzinogenese und für Arzneimittel-Studien. Hep G2-Zellen werden auch in Versuchen mit Leber-Ersatzgeräten eingesetzt. NTCP-transgene Hep G2 werden als Zellkulturmodell der Infektion mit dem Hepatitis-B-Virus verwendet.